# Castrop-Rauxel
Castrop-Rauxel település Németországban, azon belül Észak-Rajna-Vesztfália tartományban. Lakosainak száma 74 370 fő (2023. december 31.). Castrop-Rauxel Dortmund és Datteln községekkel határos.

## Népesség
A település népességének változása:
| Lakosok száma | 82 373 | 74 220 | 73 989 | 73 425 | 73 078 | 73 795 | 74 370 |
|               | 1975   | 2015   | 2017   | 2019   | 2021   | 2022   | 2023   |